# 尤里·扎鲁金
尤里·费奥多罗维奇·扎鲁金（俄语：Юрий Фёдорович Зарудин，1923年5月25日—2020年5月21日），俄罗斯二战老兵，苏联英雄。1978年至1984年担任苏军北方集群司令员。

## 生平
1923年5月25日生于托木斯克省博罗杜利哈村（现属哈萨克斯坦）的农民家庭。1940年中学毕业。1941年5月被格罗兹尼陆军步兵学校录取。6月苏德战争爆发后加入苏联工农红军，1942年毕业后成为第58步兵师的一员，赴苏德战争的西部方面军前线战斗。
在1942年4月22日的一场战斗中，他的右腿部受到重伤，被送往莫斯科后方治疗。1943年恢复后继续投入战斗，跟随部队转入白俄罗斯方面军，参加多场战役，解放了白俄罗斯的莫吉廖夫州。曾任白俄罗斯第二方面军第49集团军第42步兵师第459步兵团连长。上尉军衔。
1944年6月23日，他率领连队消灭了一个纳粹德国步兵排，并与附近的一个友军步兵连联合击退了一辆德国坦克的反击。6月24日，率领连队成功占领热瓦村，并强渡巴西亚河，占领战壕，连续防守14小时，击退了敌人的反攻。
1945年3月24日被授予苏联英雄称号、金星奖章和列宁勋章。
战后
1953年毕业于红军装甲坦克和机械化兵军事学院。1956年参与镇压匈牙利革命。1962年毕业于总参军事学院。
1962年8月开始在远东军区任职，1965年3月晋升少将。1967年4月至1969年6月担任第29步兵团司令员。1970年晋升中将。1973年2月被任命为列宁格勒军区第一副司令。
1978年2月晋升上将。1978年2月至1984年9月，担任苏军北方集群司令员。
1985年11月至1988年12月，担任越南社会主义共和国首席军事顾问。
1979年至1989年，第十届、第十一届苏联最高苏维埃代表。
1988年12月转至苏联国防部总监察组，担任监察员。1991年退役。定居莫斯科。
2020年5月21日逝世。

## 荣誉
1945年3月24日被授予苏联英雄称号、金星奖章和列宁勋章。获红旗勋章三枚，十月革命勋章、三级苏沃洛夫勋章、一级卫国战争勋章、二级卫国战争勋章各一枚，红星勋章两枚，三级在苏联武装力量中为祖国服务勋章一枚，奖章多枚。

## 家庭
妻子：塔玛拉·费奥多罗夫娜·扎鲁金娜，生于1930年。1948年结婚。育有两个女儿。